# Paweł Wawrzecki
Paweł Wawrzecki (ur. 12 lutego 1950 w Warszawie) – polski aktor filmowy oraz teatralny, prezenter telewizyjny i artysta kabaretowy. Najbardziej znany z ról w serialach telewizyjnych: Złotopolscy, Graczykowie, Graczykowie, czyli Buła i spóła, Daleko od noszy oraz Kowalscy kontra Kowalscy.

## Życiorys
Absolwent PWST w Warszawie (1975). Aktor Teatru Kwadrat w Warszawie. Występował w Kabarecie Olgi Lipińskiej (1993–2005) jako showman, a później dziennikarz odwiedzający dom państwa Ściekliców. Prowadził Koło Fortuny (1995). Występował również w Kabarecie Kur i Kabarecie Dudek.
Jego ekranowym debiutem była rola w filmowej adaptacji Mazepy Gustawa Holoubka (1975). Zagrał Jeremiego w filmie Akcja pod Arsenałem Jana Łomnickiego (1977) i Pawła w filmie Spirala Krzysztofa Zanussiego (1978), a w 1980 roku zagrał epizod w komedii Stanisława Barei Miś. W 1998 roku dostał jedną z głównych ról w telenoweli Złotopolscy, w której kreował postać Wiesława Gabriela, syna Eleonory, komendanta posterunku policji na Dworcu Centralnym w Warszawie, za którą był trzykrotnie nominowany do Telekamer (1999, 2004 i 2005). W 1999 roku związał się z kolejną produkcją, serialem komediowym Graczykowie (później przemianowanym na Graczykowie, czyli Buła i spóła), gdzie przez dwa lata grał jedną z głównych ról Romana „Bułę” Bułkowskiego. W międzyczasie zagrał w komedii romantycznej Zakochani (2000) Piotra Wereśniaka z Magdaleną Cielecką i Bartoszem Opanią. W latach 2001–2003 grał jedną z głównych ról doktora Kidlera w sitcomie Szpital na perypetiach, od 2003 roku znanym jako Daleko od noszy. Od 2021 roku grał Zenona Kowalskiego w serialu Polsatu pt. Kowalscy kontra Kowalscy. W 2002 roku został laureatem nagrody dla Najlepszego Aktora Komediowego, wręczonej podczas III Festiwalu Dobrego Humoru w Trójmieście.
Od 2021 roku należy do kabaretu PanDemon.

## Życie prywatne
Syn Stanisława Wawrzeckiego, oskarżonego o udział w aferze mięsnej, skazanego na śmierć przez powieszenie.
Jego pierwsza żona Barbara Winiarska, zmarła na tętniaka mózgu 18 września 2002. Miał z nią córkę Annę, chorą na porażenie mózgowe. Był związany z Agnieszką Kotulanką. W lutym 2009 ożenił się z lekarką z wykształcenia (Akademia Medyczna w Gdańsku) Izabelą Roman, mieszkającą w Illinois, USA.

## Filmografia

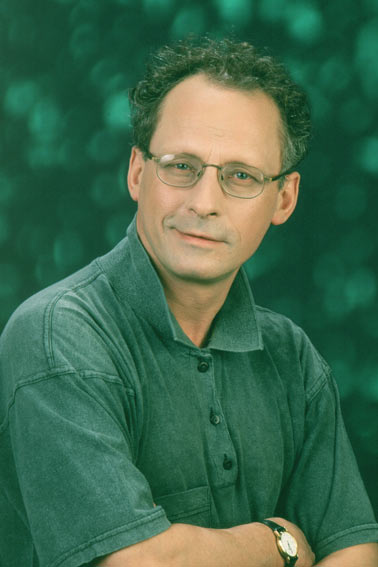
Paweł Wawrzecki (2008)

- od 2023: Teściowie jako profesor Leonard Bułkowski
- 2021–2022: Kowalscy kontra Kowalscy jako Zenon Kowalski
- 2018: Ojciec Mateusz (odc. 263) pt. „Łopianowo”, jako Adam Warecki
- 2017: Daleko od noszy. Reanimacja jako dr Roman Kidler/pani ordynator
- 2016: #WszystkoGra jako pan Władzio
- 2015: Nie rób scen jako Wojciech, ojciec Olgi
- 2014: Jak szaleć to szaleć jako Wiesław Półpielec
- 2013: Przez czerwoną granicę jako oficer KOP
- 2011: Daleko od noszy – szpital futpolowy jako dr Roman Kidler
- 2011: Hotel 52 jako Marcin Zawada
- 2010–2011: Daleko od noszy 2 jako dr Roman Kidler
- 2009: Synowie jako Roman Średnicki
- 2009: Kup teraz jako ojciec Piotra i Dawida
- 2003–2009: Daleko od noszy jako dr Roman Kidler
- 2001–2003: Szpital na perypetiach jako dr Lucjan W. Kidler
- 2001–2002: Graczykowie, czyli Buła i spóła jako Roman Buła Bułkowski
- 2000: Zakochani jako Willy Berger
- 1999–2001: Graczykowie jako Roman Buła Bułkowski
- 1998: Siedlisko jako dzwoniący do Ameryki
- 1998: Złoto dezerterów jako kierowca generała; występuje jedynie w wersji wideo
- 1997–2010: Złotopolscy jako Wiesław Gabriel
- 1997: Kiler jako orzeł z UOP-u
- 1995 i 1998: Matki, żony i kochanki jako Janek Otrębowski
- 1995: Drzewa jako Paweł
- 1995: Ciemno jako Robert
- 1992: Aby do świtu... jako Szczygieł
- 1991: V.I.P. jako adwokat Grzesio
- 1984: 111 dni letargu jako Mirek, więzień funkcyjny w szpitalu
- 1984: 5 dni z życia emeryta jako Wacek, zięć Bzowskiego
- 1984: Kobieta w kapeluszu jako Zbyszek
- 1981: Najdłuższa wojna nowoczesnej Europy jako uczeń Marcinkowskiego (odc. 4)
- 1980: Miś jako piosenkarz Cwynkar
- 1980: Punkt widzenia jako uczestnik prywatki (odc. 7)
- 1979: Justyna jako Ryszard, brat Karola
- 1978: Spirala jako Paweł
- 1978: Wielki podryw jako kolega Sławka
- 1977: Akcja pod Arsenałem jako Jerzy Zborowski „Jeremi”
- 1977: Ostatnie okrążenie jako więzień na Pawiaku
- 1976: Polskie drogi jako GL-owiec na odprawie w sprawie wyprowadzenia Żydów z getta (odc. 11)
- 1975: Dyrektorzy jako radiolog, znajomy Jolanty Gajdy
- 1975: Mazepa jako sługa króla

## Dubbing
- 2022: Morbius – Adrian Toomes[7]
- 2021: A gdyby…? – Yondu Udonta[8]
- 2017: Coco – Tio Oscar/Tio Felipe
- 2017: Co wiecie o swoich dziadkach? – Don
- 2017: Spider-Man: Homecoming – Adrian Toomes
- 2017: Strażnicy Galaktyki vol. 2 – Yondu Udonta
- 2016: BFG: Bardzo Fajny Gigant – Bardzo Fajny Gigant
- 2014: Strażnicy Galaktyki – Yondu
- 2014: Samoloty 2 – Maruś
- 2011: Auta 2 – Baron Smardz-Rychły
- 2005: Garbi: super bryka – Ray Senior
- 2004: Świątynia pierwotnego zła – Burne
- 2003: Gdzie jest Nemo? – Nigel
- 1975: Pszczółka Maja – mrówka nr 6